# EuroHockey Nations Challenge (Halle, Damen) 2010
Die EuroHockey Nations Challenge (Halle, Damen) 2010 war die zweite Auflage der Hallen-"C-EM" der Damen. Sie fand vom 15. bis 17. Januar in Rouen statt. England und Frankreich stiegen als Sieger in die B-EM auf. Das Turnier wurde in einer Gruppe ausgespielt.

## Vorrunde

### Gruppe A
| Rang | Land       | Tore  | Punkte |
| ---- | ---------- | ----- | ------ |
| 1    | England    | 32:3  | 13     |
| 2    | Frankreich | 43:12 | 12     |
| 3    | Schweden   | 11:20 | 7      |
| 4    | Kroatien   | 21:33 | 6      |
| 5    | Wales      | 11:25 | 6      |
| 6    | Türkei     | 10:35 | 0      |

| Schweden   | – | Kroatien   | 7:5  |
| England    | – | Wales      | 6:0  |
| Türkei     | – | Frankreich | 1:11 |
| England    | – | Frankreich | 7:0  |
| Türkei     | – | Schweden   | 1:3  |
| Kroatien   | – | Wales      | 5:4  |
| Türkei     | – | Kroatien   | 5:6  |
| England    | – | Schweden   | 1:1  |
| Wales      | – | Frankreich | 1:11 |
| England    | – | Kroatien   | 8:2  |
| Frankreich | – | Schweden   | 12:0 |
| Türkei     | – | Wales      | 3:5  |
| Türkei     | – | England    | 0:10 |
| Wales      | – | Schweden   | 1:0  |
| Kroatien   | – | Frankreich | 3:9  |

## Referenzen
- EHF-Archiv PDF-Datei